# Черенча
Черенча (болг. Черенча) — село в Болгарии. Находится в Шуменской области, входит в общину Шумен. Население составляет 496 человек.

## Политическая ситуация
В местном кметстве Черенча, в состав которого входит Черенча, должность кмета (старосты) исполняет Хасан  Мехмедов Хасанов (Движение за права и свободы (ДПС)) по результатам выборов правления кметства.
Кмет (мэр) общины Шумен — Красимир Благоев Костов (Болгарская социалистическая партия (БСП)) по результатам выборов в правление общины.